# FOXO1
FOXO1 (англ. forkhead box protein O1) — фактор транскрипции, который у человека кодируется геном FOXO1; один из четырёх членов семейства транскрипционных факторов FOXO млекопитающих. FOXO1 является активатором транскрипции и узнаёт нуклеотидные последовательности ДНК 5'-TT[G/A]TTTTG-3' (англ. insulin responsive element) и 5'-TT[G/A]TTTAC-3' (англ. Daf-16 family binding element ). FOXO1 выполняет наиболее разнообразные биологические функции среди всех членов семейства FOXO: он участвует в росте органов, реакции тканей на инсулин, регуляции клеточного цикла, ангиогенезе и злокачественном перерождении клеток.
Лабораторные мыши, у которых был искусственно удалён ген FOXO1, погибают на 10,5 день эмбрионального развития по причине недостаточного развития системы кровеносных сосудов.

## Участие в передаче сигнала
FOXO1 является компонентом нескольких сигнальных путей, но наиболее подробно исследована его роль в передаче сигнала по PI3K/AKT-сигнальному пути. FOXO1 и AKT связаны на нескольких уровнях внутри этого пути. Во-первых, FOXO1 является мишенью киназы AKT. После фосфорилирования этой киназой FOXO1 связывается белками 14-3-3, что приводит к снижению его аффинности к ДНК, экспорту из клеточного ядра и удержанию в цитоплазме.  То есть AKT является негативным регулятором активности FOXO1.
Во-вторых, AKT и FOXO1 осуществляют совместный контроль за некоторыми белками, при этом часто оказывают на них противоположное дейстивие. Например, FOXO1 активирует транскрипцию генов ингибиторов клеточного цикла p27 и p21. AKT же фосфорилирует p27 по положению Thr-157 и p21 по положению Thr-145, что ведёт к удержанию белков в цитозоле, где они неактивны как ингибиторы клеточного цикла. Кроме того, AKT фосфорилирует и активирует убиквитинлигазу MDM2, в результате чего в клетке снижается количество p53 и активность p53-зависимой транскрипции p21.
В-третьих, FOXO1 стимулирует синтез некоторых белков, которые находятся в сигнальном каскаде выше AKT. Так FOXO1 регулирует транскрипцию генов рецептора инсулина, его субстрата IRS-2 и каталитической субъединицы фосфоинозитид-3-киназы p110α.